# Murgle
Murgle so četrt v Ljubljani. Na severu mejijo na Cesto v Mestni log, na jugu pa na umetni melioracijski potok Mali graben. Mokrška ulica jih deli na Nove in Stare Murgle, v katerih so tipsko zgrajene pritlične hiše. Ta predel mesta je bil znan tudi kot rezidenca nekaterih slovenskih političnih veljakov (Milan Kučan, Janez Zemljarič, Janez Stanovnik in Janez Drnovšek, ki se je vselil v hišo, kjer je do leta 1989 živel Stane Dolanc). Zato jim je bil pridan sinonim za razkošnejši predel Ljubljane; prej je ta status nosila Rožna dolina. Gradnja murgelskih hišic se je začela v 70-ih letih 20. stoletja. Zasnova naselja Murgle je kot natečajni projekt leta 1965 prejel 1. nagrado, projekti in realizacija (gradnja) pa so potekali med letoma 1965 in 1988.

## Glavne značilnosti urbanistične zasnove naselja

### Urbanistična struktura naselja
Urbanistična struktura naselja se do skrajne možnosti prilagaja avtohtoni barjanski naravi, ki je postala na ta način njen bistveni in značilni sestavni del. Naravni drevoredi velikih dreves ob barjanskih jarkih so bill izhodišče za lokacijo današnjih cest (najbolj tipična za to je cesta Pod topoli), s čimer so Murgle že od prvega dne poselitve dobile patino starosti in vraščenosti v naravo, ki se z leti z dodatnim ozelenjevanjem še stopnjuje. Povezanost naselja z naravo izražajo tudi imena ulic, ki niso privzeta po slavnih Ijudeh in dogodkih, ampak po drevesnih vrstah, ki so ob njih zasajene: Pod topoli, Pod hrasti, Pod vrbami, Pod jelšami itd.

### Cestni sistem
Cestni sistem (po vzorcu Radburna) je omejen na minimum s tem, da je celotno naselje organizirano v stanovanjske kareje (po okrog 35 hiš) z obodno cesto na treh straneh; do posameznih hiš pa od ceste vodijo le stanovanjske poti. Takšna prometna ureditev je zahtevala ločitev garaž od hiš in njihovo združitev v garažnih nizih ob obodnih cestah, pri čemer razdalja med hišo in garažo nikoli ne preseže 50 m. Takšen prometni sistem, ki se je v 40-letni življenjski dobi naselja povsem potrdil, notranjost karejev osvobaja cestnega hrupa in prahu in ustvarja bolj humane stanovanjske pogoje.
Stanovanjski kare je načeloma razdeljen v tri področja z različno stopnjo razpolagalne pravice stanovalcev: v zazidani del hiše; v atrijski prostor, ograjen z zidom oz. transparentno 180 cm visoko leseno ograjo; in vmesni prostor med hišami, po katerem potekajo stanovanjske poti in je po svojem oblikovalskem principu poln raznolikih prostorskih doživetij.
Osnovni arhitekturni element oblikovanja kareja je tipizirana pritlična vrstna oz. atrijska hiša. Naselje se je gradilo v treh različnih obdobjih - fazah (četrta faza izgradnje z 80 hišami poteka danes), od katerih je vsaka imela svoja lastna tehnična, tehnološka, normativna, energetska, in celo socialno politična izhodišča. Oblikovno enotnost naselja, ki nastaja že več kot 40 let, je bilo mogoče zagotoviti le s spoštovanjem nekaterih že na začetku določenih enotnih elementov oblikovanja hiš oz. hišnih skupin ne glede na čas njihove realizacije. (Toda naša splošno zakoreninjena črnograditeljska vnema in strast, ki bi vedno rada nekaj dozidavala in prestavljala in ki jo občinska brezbrižnost do takšnih zadev le še podžiga, tudi Murglam ne prizanaša. Izraža se v številnih individualnih in celo skupinskih odstopanjih od potrjene gradbene dokumentacije, kar se hudo negativno odraža zlasti v zahodnem delu naselja.)

### Arhitektura
Arhitektura oblikovanja posameznih hiš je zavestno enostavna. Glavna skrb je veljala oblikovanju takšnega stanovanjskega tlorisa, ki bo v celoti in detajlih maksimalno funkcionalen in kjer se drage stanovanjske površine ne bodo neracionalno izgubljale zaradi nepremišljenih in za optimalno stanovanjsko opremo slabo uporabnih prostorov. Posebno skrbno je bila premišljena vizualna in funkcionalna zveza med notranjimi stanovanjskimi in zunanjimi vrtnimi prostori, saj lahko le tako pridejo do polne veljave bistvene prednosti pritlične stanovanjske hiše. Enoten 120 cm globok nadstrešek na južni strani vseh hiš omogoča poleti osenčenje južne fasade vse do spodnjega roba oken z nizkim parapetom, kar povzroča prijetno klimo v stanovanju tudi v najhujši vročini, pozimi pa - ob nižjem vpadnem kotu sončnih žarkov - vendarle omogoča osončenost južnih prostorov globoko v njihovo notranjost, kar se odraža v ekonomiji ogrevanja.
Naselje Murgle, ki je s svojimi 720 novimi hišami in starejšim zaselkom ob Mokrški ulici danes samostojna krajevna skupnost, kljub svoji dolgoletni graditvi še ni dokončano. Manjka mu še 72 hiš na južnem robu naselja ob vodotoku Mali graben in del centra naselja (trgovine, servisi, gostinstvo, družbeni prostori, šola) na severnem robu naselja ob Cesti v mestni log.